# Dryopteris liddarensis
Dryopteris liddarensis är en träjonväxtart som beskrevs av Fraser-jenk. Dryopteris liddarensis ingår i släktet Dryopteris och familjen Dryopteridaceae. Inga underarter finns listade.